# Peromyia squarrosa
Peromyia squarrosa är en tvåvingeart som beskrevs av Fedotova 2004. Peromyia squarrosa ingår i släktet Peromyia och familjen gallmyggor. Inga underarter finns listade i Catalogue of Life.